# Nellis Fleur
Nellis Fleur is een Surinaams dammer.

## Biografie
Nellis Fleur werd in 1968 damkampioen van Suriname. In 1976 werd aan Fleur als deel van een groep dammers met terugwerkende kracht de grootmeesterstitel dammen uitgereikt.

## Palmares
| Jaar | plaats | kampioenschap           |
| ---- | ------ | ----------------------- |
| 1968 | Goud   | Surinaams kampioenschap |